# Hippolyte Trémouroux
 (décembre 2018).
Si vous disposez d'ouvrages ou d'articles de référence ou si vous connaissez des sites web de qualité traitant du thème abordé ici, merci de compléter l'article en donnant les références utiles à sa vérifiabilité et en les liant à la section « Notes et références ».
Hippolyte Joseph Trémouroux (Perwez, 8 octobre 1803 - Orbais, 16 mai 1888) est un député et sénateur belge.

## Parcours
Hippolyte Trémouroux est le fils d' Isidore Trémouroux, greffier à la justice de paix et receveur du bureau de bienfaisance de Perwez, et de Albertine Delloye. Il se marie avec Marie-Catherine Piéret, fille du jurisconsulte nivellois Jean-Joseph Piéret.
Diplômé en droit de l'Université d'Etat de Louvain, il s'installe comme avocat à Nivelles. En 1832, il devient substitut et, de 1834 à 1847, procureur du Roi à Nivelles.
En 1847, il est choisi comme député libéral de l'arrondissement de Nivelles et remplit ce mandat jusqu'en 1859.
En 1876, il devient sénateur pour l'arrondissement de Nivelles jusqu'en 1878.
De 1836 à 1847, il est conseiller provincial. 
De 1830 à 1836, il est conseiller communal de Nivelles, et échevin de la même ville entre 1830 et 1831.
Il est aussi cofondateur des Forges de Sarrebruck (1826), administrateur de la S.A. des mines du Luxembourg et des Forges de Sarrebruck (1862, 1865), et administrateur de la S.A. des Laminoirs, Hauts fourneaux, Forges, Fonderies et Usines de la Providence (1858, 1865).
il fut membre de la commission des haras (1855).
Chevalier de l'ordre de Léopold (1854).